# Phygadeuon canadensis
Phygadeuon canadensis är en stekelart som först beskrevs av Léon Abel Provancher 1875.  Phygadeuon canadensis ingår i släktet Phygadeuon och familjen brokparasitsteklar. Inga underarter finns listade i Catalogue of Life.